# سیارک ۲۵۱۷۵
سیارک ۲۵۱۷۵ (به انگلیسی: 25175 Lukeandraka، نامگذاری:1998SX75) بیست و پنج هزار و صد و هفتاد و پنجمین سیارک کشف شده‌است که در ۲۹ سپتامبر ۱۹۹۸ کشف شد.
قدر مطلق سیارک برابر ۱۱.۷ است.